# Glipodes sericans
Glipodes sericans är en skalbaggsart som först beskrevs av Melsheimer 1845.  Glipodes sericans ingår i släktet Glipodes och familjen tornbaggar. Inga underarter finns listade i Catalogue of Life.